# Farma v jeskyni
Farma v jeskyni je mezinárodní soubor pohybového divadla se sídlem v Praze. Ve svých počátcích byl průkopníkem fyzického divadla v České republice a od té doby reprezentoval zemi na mnoha festivalech a získal řadu českých i mezinárodních ocenění.
Uměleckým šéfem a režisérem souboru je Viliam Dočolomanský.

## Historie

### Založení
Soubor Farma v jeskyni se formoval v průběhu let 2001–2004. Mezi jeho zakládající členy a členky patřili Viliam Dočolomanský, Hana Varadzinová, Eliška Vavříková, Róbert Nižník, Roman Horák, Matej Matejka, Maja Jawor a další. Ti podnikli v roce 2001 cestu do Andalusie, kde putovali po stopách básníka Federica G. Lorcy. Inspirováni touto cestou a tvorbou španělského básníka vytvořili následně první inscenaci, Sonety temné lásky. Tato inscenace položila základy souboru, jeho estetice a filosofii.

### Současnost
Od roku 2018 je Farma v jeskyni stálým souborem Centra současného umění DOX.[chybí lepší zdroj]

## Ocenění
- 2025 Česká taneční platforma – první místo pro inscenaci Český hrdina[4][ve zdroji nenalezeno]
- 2022 Prague International Film Fest – cena Nejlepší edukační krátký film pro film Commander[5][chybí lepší zdroj]
- 2021 Idaho Screendance Festival – Cena pro nejlepší performery a Cena diváka za film Efeméry[5][chybí lepší zdroj]
- 2016 Česká taneční platforma – první místo pro inscenaci Odtržení[5][chybí lepší zdroj]
- 2016 Divácká soutěž Národní opery OPERA PLUS – Cena za nejlepší choreografii pro Viliama Dočolomanského za inscenaci Odtržení[5][chybí lepší zdroj]
- 2008 The Grand Prix Golden Laurel Wreath Award – cena za nejlepší představení Festivalu MESS (Sarajevo, Bosna) pro inscenaci SCLAVI / Emigrantova píseň[5][chybí lepší zdroj]
- 2008 Cena Veljka Maričiće – první místo na 15. Festivalu Malých scén v chorvatské Rijece pro inscenaci Čekárna[6]
- 2007 Cena Týdeníku Respekt – za nejsilnější taneční dílo pro inscenaci Čekárna[5][chybí lepší zdroj]
- 2006 Total Theatre Award – cena britského časopisu Total Theatre Magazine, udělena na festivalu Fringe Festival Edinburgh[5][chybí lepší zdroj]
- 2006 A Fringe First Award – cena skotského deníku The Scotsman a Fringe Society, udělena na festivalu Fringe Festival Edinburgh[5][chybí lepší zdroj]
- 2006 A Herald Angel Award – cena britského deníku The Herald, udělena na festivalu Fringe Festival Edinburgh[5][chybí lepší zdroj]
- 2006 Cena Veljka Maričiće – první místo na 13. Festivalu Malých scén v chorvatské Rijece pro inscenaci SCLAVI / Emigrantova píseň[5][chybí lepší zdroj]
- 2006 Cena Alfréda Radoka – cena Inscenace roku pro SCLAVI / Emigrantova píseň[7]

## Soubor

### Současní členové a členky
- Viliam Dočolomanský (umělecký šéf, režisér, choreograf)
- Hana Varadzinová (trenérka, performerka)
- Eliška Vavříková (trenérka, performerka)
- Barbora Ješutová (performerka, asistenka režie)
- Michaela Králiková (performerka)
- Andrej Štepita (performer)
- David Králík (performer)
- Gioele Coccia (performer)
- Nicolas Garsault (performer)
- Matúš Szegho (performer)